# Sangke
Sangke är en köping i nordvästra Kina. Den ligger i Xiahe härad i den autonoma prefekturen Gannan för tibetaner i provinsen Gansu, omkring 160 kilometer sydväst om provinshuvudstaden Lanzhou. Antalet invånare är 7 236. Befolkningen består av 3 623 kvinnor och 3 613 män. Barn under 15 år utgör 27,0 %, vuxna 15-64 år 66 %, och äldre över 65 år 5,0 %.